# Deutsche Schwimmmeisterschaften 1926
Die 41. Deutschen Meisterschaften im Schwimmen fanden im 1926 in Düsseldorf statt.
| Disziplin       | Männer           | Männer              | Männer | Frauen        | Frauen             | Frauen |
| Disziplin       | Name             | Verein              | Zeit   | Name          | Verein             | Zeit   |
| --------------- | ---------------- | ------------------- | ------ | ------------- | ------------------ | ------ |
| 100 m Freistil  | August Heitmann  | Magdeburger SC 1896 |        | Reni Erkens   | Amateur Oberhausen |        |
| 400 m Freistil  | Friedel Berges   | DSW 1912 Darmstadt  |        |               |                    |        |
| 1500 m Freistil | Friedel Berges   | DSW 1912 Darmstadt  |        |               |                    |        |
| 100 m Brust     | Erich Rademacher | SC Hellas Magdeburg |        | Erna Huneus   | München-Gladbach   |        |
| 100 m Rücken    | Gustav Frölich   | SC Hellas Magdeburg |        | Luise Bähring | Stern Magdeburg    |        |